# Christopher Andrew

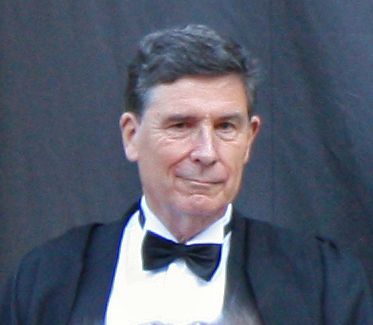
Christopher Andrew, 2008

Christopher Andrew (* 23. Juli 1941) ist ein britischer Historiker, Professor an der Universität Cambridge und Fachbuchautor. 
In Cambridge leitet er die Arbeitsgruppe British Intelligence Study Group, die sich systematisch mit dem Thema Geheimdienste befasst. International auch außerhalb der Fachöffentlichkeit wurde er bekannt durch seine grundlegenden Veröffentlichungen über den früheren sowjetischen Geheimdienst KGB, die er zusammen mit den KGB-Überläufern Oleg Gordievsky und Wassili Mitrochin verfasste. Seine engen und vertrauensvollen Beziehungen zu den britischen Geheimdiensten führten dazu, dass er beauftragt wurde, mit Zugang zu den Archiven des MI5 dessen offizielle Geschichte zu schreiben.

## Werke
- Secret Service. The Making of the British Intelligence Community. Hodder & Stoughton, 1986, ISBN 978-0-34040430-0.
- mit Oleg Gordievsky: K. G. B.: The Inside Story. Hodder & Stoughton, 1990, ISBN 978-0-34048561-3.
- mit Oleg Gordievsky: More Instructions from the Centre: Top Secret Files on KGB Global Operations 1975–1985. Routledge, 1992, ISBN 978-0-71463475-3.
- mit Oleg Gordievsky: Comrade Kryuchkov’s Instructions: Top Secret Files on KGB Foreign Operations. Stanford University Press, 1975–1985/1994, ISBN 978-0-80472228-5.
- For the President’s Eyes Only: Secret Intelligence and the American Presidency from Washington to Bush. HarperCollins Publishers, 1995, ISBN 978-0-06017037-0.
- mit Rhodri Jeffreys-Jones: Eternal Vigilance?: 50 years of the CIA (Studies in Intelligence). Routledge, 1997, ISBN 978-0-71464360-1.
- The Sword and the Shield: The Mitrokhin Archive and the Secret History of the KGB. Basic Books, 1999, ISBN 978-0-46500310-5.
- mit Vasili Mitrokhin: The Mitrokhin Archive: The KGB in Europe and the West. Penguin, 2000, ISBN 978-0-14028487-4.
- mit Richard J. Aldrich, Wesley K. Wark (Herausgeber): Secret Intelligence: A Reader. Routledge, 2008, ISBN 978-0-41542024-2.

deutsche Übersetzungen
- mit Oleg Gordievsky: KGB. Die Geschichte seiner Auslandsoperationen von Lenin bis Gorbatschow. C. Bertelsmann Verlag, München 1990, ISBN 3-570-06264-3.
- mit Wassili Mitrochin: Das Schwarzbuch des KGB. Moskaus Kampf gegen den Westen. Propyläen Verlag, Berlin 1999, ISBN 3-54905588-9.
- mit Wassili Mitrochin: Das Schwarzbuch des KGB 2. Moskaus Geheimoperationen im Kalten Krieg. Propyläen Verlag, Berlin 2006, ISBN 3-54907291-0.
- MI-5. Die wahre Geschichte des britischen Geheimdienstes. List Taschenbuch, Berlin 2011, ISBN 978-3-548-61028-3.